# 230 PLM 2431 à 2599

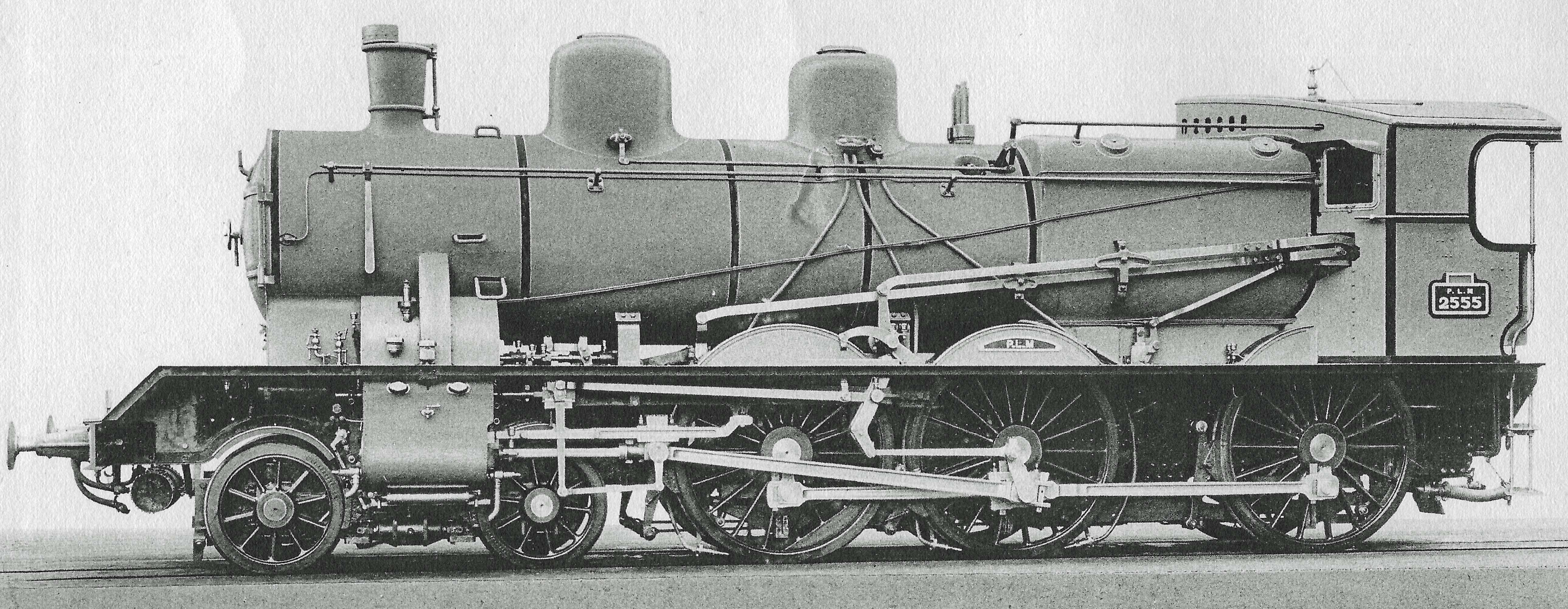
La locomotive no 2555 du PLM devenue 230 C 126.

Les 230 PLM 2431 à 2599 sont des locomotives de la compagnies PLM conçues pour le trafic de voyageurs. 
Ce sont des locomotives de vitesse munies de grandes roues. Elles appartiennent à la catégorie 230 ou "Ten wheel".
Elles seront numérotées 230 C 1 à 170 en 1924. 
Les 230 C 1 à 3 étant mutées au PLMA en Algérie, avec 7 autres machines renumérotées 230 C 4 à 10.

## La construction
2431-2440, livrées en 1913 par les Ateliers d'Arles
2441-2464, livrées en 1913 par la Société Franco-Belge
2465-2514, livrées en 1913 par Cail
2516-2539, livrées en 1910 par Schneider
2540-2599, livrées en 1910 par Henschel

## Caractéristiques
Les chaudières étaient identiques aux 140 B 1 à 205
Longueur : 12,135 m
Poids à vide: 66,5 t
Poids en charge: 73,4 t
Timbre: 16 kg
Surface de grille  : 3,08 m2
Surface de chauffe : 247,18 m2
Diamètre des roues (motrices) : 1 800 mm
Diamètre des roues (porteuses): 1 000 mm
Dimensions des cylindres HP (haute pression), alésage x course: 370x650 mm
Dimensions des cylindres BP (basse pression), alésage x course: 590x650 mm
Vitesse  maxima: 110 km/h

## Lignes parcourues
- Lyon - Besançon/Belfort, remorquage de trains Lyon-Strasbourg[1].